# Philémon Mukendi
Pour les articles homonymes, voir Mukendi.
Philémon Mukendi, né en 1956 à Kananga, est un homme politique congolais du Congo-Kinshasa. Il est ministre de la Culture et des Arts de la république démocratique du Congo entre novembre 2005 et février 2007. Il remplace Christophe Muzungu à ce poste par le décret n°5/159 du 18 novembre 2005, portant Réaménagement du Gouvernement de transition de la république démocratique du Congo.

## Biographie
Il a étudié en Belgique à l'UCLouvain avant de repartir au Congo après la chute du président Mobutu. Là il devient d'abord vice-ministre de l'Information, vice-ministre de la Jeunesse et des Sports et enfin ministre des Arts et de la Culture en 2006. Il est connu pour son engagement culturel, artistique et politique. Auteur d'un livre (RDCongo, entre crise et renaissance, paru en 2007) et de plusieurs études (Le Patriotisme expliqué à mes enfants, etc.), il est marié et père de 4 enfants dont le joueur de basket-ball professionnel Kandi Mukole.